# La Ville-du-Bois
La Ville-du-Bois är en kommun i departementet Essonne i regionen Île-de-France i norra Frankrike. Kommunen ligger i kantonen Montlhéry som tillhör arrondissementet Palaiseau. År 2022 hade La Ville-du-Bois 8 140 invånare.

## Befolkningsutveckling
Antalet invånare i kommunen La Ville-du-Bois
| Referens: INSEE |